# Isabel Allende
Isabel Allende [ízabel aljénde], čilenska pisateljica, * 2. avgust 1942, Lima, Peru. 
Allendejeva je napisala veliko knjig za odrasle, kot na primer Hči sreče, Hiša strahov, itd.
Mesto zveri (izvirno La ciudad de las bestias) je njen prvi mladinski roman, ki je požel velik uspeh. Roman govori o potovanju Alexa in njegove babice v amazonski pragozd, kjer s sopotniki poskušata ugotoviti ali je starodavno bitje ZVER resnično. Tam Alex tudi spozna deklico Nadjo in pleme Indijancev po imenu Ljudje iz meglic. V nadaljevanju z naslovom Kraljestvo zlatega zmaja (El reino del dragon de oro, 2004) Alex, Nadja in Kete odidejo v Himalajo.